# Jean-Baptiste Terrien
 (mai 2018).
Si vous disposez d'ouvrages ou d'articles de référence ou si vous connaissez des sites web de qualité traitant du thème abordé ici, merci de compléter l'article en donnant les références utiles à sa vérifiabilité et en les liant à la section « Notes et références ».
Jean-Baptiste Terrien (né à Saint-Laurent-des-Autels (Maine-et-Loire), le 26 août 1832, décédé à Bellevue, près de Paris, le 5 décembre 1903) est un jésuite français.

## Biographie
Il entre dans la Compagnie de Jésus à Angers, le 7 décembre 1854; il enseigne ensuite la philosophie pendant deux ans et la théologie dogmatique pendant vingt-deux ans aux séminaires des Jésuites de Laval, 1864-1880, et à Saint-Hélier à Jersey, 1880-1888. Après avoir été père spirituel chez les Jésuites de Laval, il est nommé professeur de théologie et enseigne trois ans, de 1891 à 1894, à l'Institut catholique de Paris, demeurant ensuite dans cette ville comme père jésuite et écrivain.